# Lou Thuillier
Lou Elisabeth Thuillier, född 29 februari 2008, är en fransk konstsimmare.

## Karriär
Vid junior-EM 2023 i Funchal var Thuillier en del av Frankrikes lag som tog brons i det tekniska lagprogrammet. Vid junior-EM 2024 i Cottonera tog hon silver i det tekniska parprogrammet tillsammans med Prune Tapie och brons i det fria parprogrammet tillsammans med Oriane Jaillardon samt var en del av Frankrikes lag som silver i det fria lagprogrammet och brons i det tekniska lagprogrammet.
Vid konstsim-EM 2025 i Funchal var Thuillier en del av Frankrikes lag som tog brons i det tekniska lagprogrammet. Vid junior-EM 2025 i Aten tog hon brons i det tekniska parprogrammet tillsammans med Romane Temessek.